# 揭西县
23°25′40″N 116°49′49″E / 23.42778°N 116.83028°E
揭西县为中国广东省下辖县，现由揭阳市代管。县人民政府驻河婆街道霖都大道66號。
揭西县位于中国广东省东部、揭阳市西部，地处潮汕平原西北部，榕江南河中上游。东连揭阳产业转移工业园，南邻普宁市，西南接汕尾市陆河县，西北与梅州市五华县相邻，北与梅州市丰顺县接壤。全县总面积约1347平方公里，属亚热带季风气候，北回归线横贯县境。揭西县于1965年7月19日成立，因位于揭阳之西而得名。

## 历史沿革
1965年7月19日，析揭阳县、陆丰县部分乡镇村置揭西县，成立揭西县人民政府，隶属汕头专员公署。
1975年2月，划普宁县贡山、湖西、四乡3个生产大队归揭西县棉湖镇管辖。
1983年10月，揭西县由广东省人民政府直辖，汕头市代管。
1991年12月，揭西县转由广东省人民政府直辖，揭阳市代管。

## 行政区划
揭西县下辖1个街道办事处、15个镇、1个乡：
河婆街道、龙潭镇、南山镇、五经富镇、京溪园镇、灰寨镇、塔头镇、东园镇、凤江镇、棉湖镇、金和镇、大溪镇、钱坑镇、坪上镇、五云镇、上砂镇、良田乡、北山农林场、果林场、油桐林场、高田农场、河輋农场和县苗圃场。

## 人口
根據第七次全国人口普查數據，截至2020年11月1日零時，揭西縣常住人口為67.48萬人。

## 经济
揭西县坚持“工业富县、农业强县、文旅活县”战略，积极推进高质量发展。县内加快重点民生项目建设，不断提升教育医疗服务水平，着力推进农业现代化，全面推进乡村振兴。

## 美食
揭西县是一个潮客交融的地方，形成了客家菜和潮州菜两大菜系。民间风味小吃品种丰富，特色风味小吃主要有细粄、客家擂茶、南山包粄等。

## 交通
- 235国道、 238国道过境。
- 甬莞高速公路、 汕湛高速、 梅汕高速过境。

## 风景名胜
- 郭氏大樓

## 方言
揭西县主要说两种方言，分别客家语和潮州话。客家语则分布在河婆街道、良田乡、五云镇、上砂镇、坪上镇、龙潭镇、南山镇、灰寨镇、五经富镇和京溪园镇。而潮州话分布在大溪镇、钱坑镇、 金和镇、 凤江镇、 棉湖镇、塔头镇和东园镇。